# Limite de Hayflick
O limite de Hayflick foi descoberto por Leonard Hayflick em 1965. Hayflick observou que as células cultivadas se dividiram aproximadamente cinquenta vezes antes de morrer (de quarenta a sessenta vezes). A medida que as células se aproximavam deste limite, apresentavam mais sinais de velhice até que param de se dividir e então são destruídas pela apoptose celular.
Este limite varia de acordo com o tipo de célula e mais significativamente de acordo com o tipo de organismo. O limite está relacionado ao tamanho dos telômeros, que são fileiras de DNA não-codificante presente nas extremidade dos cromossomos e que são encurtadas a cada divisão celular.
A teoria de de Hayflick revisou a teoria de Alexis Carrel que afirmava que as células se reproduziam infinitamente, sua descoberta foi em 1965 no instituto Wistar da Filadélfia, Pensilvânia e sua teoria ajudou cientistas a apoiar estudos adicionais sobre o envelhecimento celular, especialmente com pesquisas em telômeros, que são sequências repetitivas de DNA nas extremidades dos cromossomos. Os telômeros protegem o cromossomo de se dobrar e diminuem as mutações no DNA. 
Acredita-se que, quanto mais próximas as nossas células estiverem do limite de Hayflick, mais envelhecidos estaremos. Portanto, se pudermos retardar o encurtamento dos telômeros, nos afastando deste limite, a expectativa de vida pode ser prolongada. Devido a estas possibilidades, muita pesquisa está acontecendo nesta área.

## Descoberta do Limite de Hayflick
Hayflick suspeitou das alegações de Carrel enquanto trabalhava em um laboratório no Instituto Wistar. Hayflick notou que uma de suas culturas de fibroblastos humanos embrionários havia desenvolvido uma aparência incomum e que a divisão celular diminuía. Inicialmente, ele deixou isso de lado como uma anomalia causada por contaminação ou erro técnico. No entanto, mais tarde ele observou outras culturas celulares exibindo manifestações semelhantes. Hayflick checou seu caderno de pesquisa e ficou surpreso ao descobrir que as culturas celulares atípicas foram todas cultivadas até aproximadamente a 40ª duplicação, enquanto as culturas mais jovens nunca exibiram os mesmos problemas. Além disso, as condições eram semelhantes entre as culturas mais jovens e mais velhas que ele observou - mesmo meio de cultura, recipientes de cultura e técnico. Isso o levou a duvidar que as manifestações fossem devidas a contaminação ou erro técnico.
Hayflick partiu em seguida para provar que a cessação da capacidade normal de replicação celular que ele observou não foi resultado de contaminação viral, más condições de cultura ou algum artefato desconhecido. Hayflick se uniu a Paul Moorhead no experimento definitivo para eliminá-los como fatores causais. Como um citogeneticista experiente, Moorhead foi capaz de distinguir entre células masculinas e femininas em cultura. O experimento procedeu da seguinte forma: Hayflick misturou números iguais de fibroblastos masculinos humanos normais que haviam se dividido muitas vezes (células na 40ª população dobrando) com fibroblastos femininos que haviam se dividido menos vezes (células na 15ª população dobrando). Populações de células não misturadas foram mantidas como controle. Após 20 duplicações da cultura mista, apenas as células femininas permaneceram. A divisão celular cessou nas culturas de controle não misturadas nos tempos previstos; Quando a cultura de controle masculino parou de se dividir, apenas as células femininas permaneceram na cultura mista. Isso sugeriu que erros técnicos ou vírus contaminantes eram explicações improváveis do motivo pelo qual a divisão celular cessou nas células mais antigas e provou que, a menos que o vírus ou artefato pudesse distinguir entre células masculinas e femininas (o que não era possível), então a interrupção da replicação celular normal foi governado por um mecanismo interno de contagem.
Esses resultados refutaram as alegações de imortalidade de Carrel e estabeleceram o limite de Hayflick como uma teoria biológica credível. Ao contrário de Carrel, o experimento de Hayflick foi repetido com sucesso por outros cientistas.

## Fases da célula
Hayflick descreve três fases na vida das células cultivadas normais. No início de seu experimento, ele chamou a cultura primária de "fase um". A fase dois é definida como o período em que as células estão proliferando; Hayflick chamou isso de "crescimento exuberante". Depois de meses dobrando, as células finalmente atingem a fase três, um fenômeno que ele chamou de "senescência", onde a taxa de replicação celular diminui antes de parar completamente.

## Tamanho do telômero
A célula fetal humana normal se dividirá entre 50 a 70 vezes antes de experimentar senescência. À medida que a célula se divide, os telômeros nas extremidades dos cromossomos diminuem. O limite de Hayflick é o limite de replicação celular imposto pelo encurtamento dos telômeros em cada divisão. Este estágio final é conhecido como senescência celular.
Verificou-se que o limite de Hayflick se correlaciona com o comprimento da região telomérica no final dos cromossomos. Durante o processo de replicação do DNA de um cromossomo, pequenos segmentos de DNA dentro de cada telômero não podem ser copiados e são perdidos. Isso ocorre devido à natureza desigual da replicação do DNA, onde as cadeias inicial e posterior não são replicadas simetricamente. A região telomérica do DNA não codifica nenhuma proteína; é simplesmente um código repetido na região final dos cromossomos eucarióticos lineares. Após muitas divisões, os telômeros atingem um comprimento crítico e a célula se torna senescente. É nesse ponto que uma célula atingiu seu limite de Hayflick.
Hayflick foi o primeiro a relatar que apenas as células cancerígenas são imortais. Isso não poderia ter sido demonstrado até que ele demonstrasse que apenas as células normais são mortais. A senescência celular não ocorre na maioria das células cancerígenas devido à expressão de uma enzima chamada telomerase. Essa enzima estende os telômeros, impedindo que os telômeros das células cancerígenas encurtem e dando a eles um potencial replicativo infinito. Um tratamento proposto para o câncer é o uso de inibidores da telomerase que impediriam a restauração do telômero, permitindo que a célula morresse como outras células do corpo. Por outro lado, os ativadores da telomerase podem concebivelmente reparar ou estender os telômeros de células saudáveis, estendendo assim seu limite de Hayflick, mas dando propriedades cancerígenas às células. A ativação da telomerase também pode prolongar os telômeros das células do sistema imunológico o suficiente para impedir que células cancerígenas se desenvolvam a partir de células com telômeros muito curtos.